# GSC2407-1503
GSC2407-1503 — хімічно пекулярна зоря спектрального класу A0, що має видиму зоряну величину в смузі V приблизно  0,0.

## Пекулярний хімічний вміст
Зоряна атмосфера GSC2407-1503 має підвищений вміст 
Si
.